# Мет Дилон
Метју Рејмонд Дилон (енгл. Matthew Raymond Dillon; Њујорк, 18. фебруар 1964) амерички је глумац.
Његов брат је познати амерички глумац Кевин Дилон.